# Dolichopus barbaricus
Dolichopus barbaricus är en tvåvingeart som beskrevs av Van Duzee 1921. Dolichopus barbaricus ingår i släktet Dolichopus och familjen styltflugor.
Artens utbredningsområde är Colorado. Inga underarter finns listade i Catalogue of Life.